# Catephia holophaea
Catephia holophaea là một loài bướm đêm trong họ Erebidae.